# Каторож Ярина Славомирівна
Яри́на Славоми́рівна Ка́торож (*25 березня 1994, Львів) — українська письменниця й художниця.

## Життєпис
Ярина Каторож народилась у сім'ї держслужбовця Славомира Каторожа (* 1963) та інженера-технолога Ольги Каторож (* 1964) у Винниках (Личаківського району Львова). У 2001—2011 роках навчалась у Львівській середній школі № 29. Закінчила Львівську школу мистецтв: 2009 рік — курс образотворчого мистецтва, 2010 рік — курс фортепіано. 2011 року вступила до Української академії друкарства на спеціальність «Мистецтво». 2015 року стала бакалавром, 2016 — магістром.
Має сестру Оксану Каторож.

## Творчість
Писати почала ще в школі, як прозу, так і поезію. У студентські роки захоплення прозою стало серйознішим.
У 2008-му та 2009 роках взяла участь у художніх пленерах у Тшебниці (Польща) — місті-побратимі Винників.
Після завершення навчання займається графічним дизайном та ілюструванням книг.

## Твори

### Роман «Алхімія свободи»
2015 року в луцькому видавництві «Твердиня» вийшла перша книжка Ярини Каторож «Алхімія свободи». Твір написано в жанрі фентезі. На офіційному сайті видавництва «Твердиня» подано таку анотацію до «Алхімії свободи»:
| Далеким чарівним королівством править мудрий і добрий король. Край, у якому мирно живуть лікарі, алхіміки та хлібороби, захищає дивний камінь світлорит, з якого побудовано Світле місто — столицю диво-країни. А ще в короля є молодший син Марк, якого випадково рятує юна Медина зі славетного давнього роду алхіміків. Дівчина не хоче, як її родичі, вдосконалювати зброю за допомогою алхімії, тож вибираючи плату за порятунок юнака — обирає можливість навчатися у найславетнішого лікаря королівства. Та не все так гарно у цьому чарівному світі: у королівстві з'являється гурт чужинців, котрі приносять із собою страшне прокляття. Справа доходить до напруженого протистояння між світлою та темною магією. Темрява намагається підкорити найкращих, навіть Марк і Медина стають зброєю в руках темних магів. Однак ті, хто обрав темряву, надто зневажливо поставилися до щирого кохання цих двох. Адже справжнє кохання — важливий компонент в алхімічній реакції, в якій виникає свобода. Саме воно може допомогти здобути перемогу там, де виявиться безсилою зброя і темні чари.[1] |
2015 року «Алхімія свободи» на конкурсі «Коронація слова» здобула спеціальну відзнаку від Дари Корній і Тали Владмирової «Українське сучасне фентезі» у номінації «Романи».

### Трилогія «Палімпсест»

#### Роман «Стожар» (Трилогія «Палімпсест», книга 1)
2017 року у київському видавництві «KM Books» вийшла друга книга Ярини Каторож «Стожар» (Трилогія «Палімпсест», книга 1). Твір написано в жанрі фентезі. На офіційному сайті видавництва «KM Books» подано таку анотацію до «Стожар»:
| Читач цього роману-фентезі потрапить до світу Патрії — держави, якої давно вже не існує. Але на землях якої переплелись давньоукраїнські імена, вишивані сорочки та холодна зброя з прихованими механізмами, що готові от-от показати свою міць. Тут панують нещадні белати, а в далеких лісах Дикого краю сплять скелі з обличчями велетнів. Це роман про злість, жорстокість і любов. Це книга-клубок з історій, справжній палімпсест з прихованими рядками, у якому однієї миті видається, що знаєш про персонажа або ситуацію геть усе, а в наступну — ставиш собі питання: а чи довго ще до наступного розділу — можливо, там буде трохи більш відхилено завісу сюжету?[3] |
2017 року «Стожар» номіновано на «Найкращу книгу Форуму видавців» (2017) у категорії «Сучасна українська література».

#### Роман «Альянс» (Трилогія «Палімпсест», книга 2)
2018 року у київському видавництві «KM Books» вийшла третя книга Ярини Каторож «Альянс» (Трилогія «Палімпсест», книга 2). Твір написано в жанрі фентезі. На офіційному сайті видавництва «KM Books» подано таку анотацію до «Стожар»:
| Волелюбне минуле зіштовхнулось з деспотичним сьогоденням. Стожар та дарвенхардка - закляті вороги...хай навіть ніколи не бачились раніше. Просто не може бути по-іншому. Не в імперії, де знищується геть усе, що видається загрозливим для чинного порядку. І де Стожари та пам'ять про їх державу Патрію - найстрашніша з усіх загроз. Але коли опиняєшся віч-на-віч з людиною, що схожа на тебе, як дві краплі води, виникає питання: а чи все так однозначно? Анна, Ханна та їх друзі вирішують не йти визначеним іншим шляхом. Вони укладають альянс - кожна має, що запропонувати іншій. Кожна має, чого забажати на заміну. І так, тягнучи за ниточки обіцянок, герої книги вирушають у мандрівку Циркутою. В якій усякий матиме змогу показати своє справжнє обличчя. І ще ж не слід забувати, що палімпсест не може мати тільки один шар розповіді. І з-під ідеально припасованих одна до одної сталевих плит тиранічної держави от-от і проб'ються промені, що кинуть світло на багато таємниць минулого. На те, яким був Метейський край, коли ним не правили ще белати. На те, ким насправді були Стожари. І як же здолати нездоланних. Ще більше пригод, загадок та пристрасті варто очікувати від другої книги трилогії "Палімпсест", що має назву "Альянс".[5] |

#### Роман «Батьківщина» (Трилогія «Палімпсест», книга 3)
2020 року у київському видавництві «KM Books» вийшла четверта книга Ярини Каторож «Батьківщина» (Трилогія «Палімпсест», книга 3). Твір написано в жанрі фентезі. На офіційному сайті видавництва «KM Books» подано таку анотацію до «Стожар»:
| Роман "Батьківщина" є фіналом великої історії, що відбулася у світі, де упродовж століть право на життя визначалося походженням і силою, а холодні розум та зброя були значно вигіднішими союзниками, ніж людяність та любов. У світі, де одного дня раптово з'явилась молода Стожар і принесла можливість обирати: а куди ж прямувати тепер - у напрямку, який тисячоліттями визначала жорстока імперія, чи туди, де жодні умовності не матимуть сенсу. Додому. Хай навіть шляхом складнішим за усі, які раніше пролягали світом Патрії й Циркути. Хай навіть дім цей виявиться на одній землі і буде однією Батьківщиною для стількох теперішніх (чи колишніх) ворогів. Хай навіть дім цей ще потрібно здобути. Події "Батьківщини" обіцяють бути карколомними і масштабними, але однаково в їхньому центрі залишатимуться звичайні люди й те, який вони робитимуть вибір. Не завжди правильний і не завжди легкий - і цього разу Анні з Ханною та іншим героям буде ще складніше не збитися на мавці, ніж зазвичай. І не лише тому, що страшно не дійти до фіналу або спинитися на півдорозі. Страшно ще не завжди розуміти, поруч із ким ти йдеш, і чи справді найбільшою загрозою залишаються вороги зовнішні. В кожній історії завжди можна пошукати ще щось незриме на перший погляд. Але коли мова про палімпсест, писаний магією й пригодами, приховане може справді здивувати!.[6] |

## Нагороди і відзнаки
- 2008 рік — ІІІ місце на І міському конкурсі молодих прозаїків імені Катрі Гриневичевої.
- 2011 рік — ІІ місце на І обласному конкурсі молодих прозаїків імені Катрі Гриневичевої.
- 2011 рік — лауреатка всеукраїнського дитячого літературного конкурсу «Україна, в якій я хочу жити».
- 2014 рік — ІІІ місце на конкурсі студентської творчості «Плакатом по витратах»
- 2015 рік — спеціальна відзнака від Дари Корній і Тали Владмирової «Українське сучасне фентезі» у номінації «Романи», конкурс «Коронація слова». Нагороджено роман «Алхімія свободи»
- 2018 рік — лауреатка премії «Єврокон» (нагорода «Кризаліс» — кращому молодому авторові).